# QuestionPoint
QuestionPoint ist ein nach Vorgaben der Library of Congress (LoC) von OCLC entwickelter und vermarkteter weltweiter, multilingualer digitaler Auskunftsdienst von Bibliotheken, an dem auch deutsche wissenschaftliche und öffentliche Bibliotheken beteiligt sind.
Fragen, die von Benutzern oder Internetnutzern per E-Mail an den Auskunftsdienst gestellt werden, werden arbeitsteilig von Auskunftsbibliothekaren der beteiligten Bibliotheken – in der Regel innerhalb weniger Tage – beantwortet. Komplexere Anfragen können zur Bearbeitung an die internationale Auskunftsgemeinschaft weitergeleitet werden. Dieser Service ist für die Benutzer kostenlos.
Medizinische Beratung und Rechtsberatung sind ausgeschlossen.
Fragen können auch per Chatauskunft an die Bibliotheken übermittelt werden. Für den Start der Chatfunktion auf Benutzerseite werden Webformulare oder spezielle Widgets eingesetzt; letztere sind inzwischen auch in Versionen für Smartphones und zur Einbindung in Facebook verfügbar.
Die Bibliotheken erschließen die Antworten in einer Datenbank, auf die auch die Kunden nach erstmaliger Registrierung Zugriff haben. Neben den jeweils lokalen oder regionalen Fragendatenbanken der Bibliotheken eines Netzwerkknotens steht den Teilnehmern auch die globale Fragendatenbank aller QuestionPoint-Anwender zur Nutzung zur Verfügung.